# Dowleswaram
Dowleswaram là một thị trấn thống kê (census town) của huyện East Godavari thuộc bang Andhra Pradesh, Ấn Độ.

## Nhân khẩu
Theo điều tra dân số năm 2001 của Ấn Độ, Dowleswaram có dân số 37.222 người. Phái nam chiếm 50% tổng số dân và phái nữ chiếm 50%. Dowleswaram có tỷ lệ 66% biết đọc biết viết, cao hơn tỷ lệ trung bình toàn quốc là 59,5%: tỷ lệ cho phái nam là 69%, và tỷ lệ cho phái nữ là 63%. Tại Dowleswaram, 13% dân số nhỏ hơn 6 tuổi.